# Tierkrankenversicherung
Die Tierkrankenversicherung (TKV) zählt wie die Tierhalterhaftpflichtversicherung und die Tierhalter-Rechtsschutzversicherung zu den Tierversicherungen. Eine TKV erstattet die erforderlichen Kosten der tiermedizinisch notwendigen Diagnostik und Heilbehandlung einschließlich Operationen und der Medikation infolge Krankheit oder Unfall für versicherte Haustiere wie Hunde, Katzen oder Pferde. Art und Umfang der Kostenerstattung sowie eventuelle Selbstbeteiligungen hängen wie in der privaten Krankenversicherung von der abgeschlossenen Versicherungspolice ab.
Bei Abschluss der Tierkrankenversicherung macht der Halter unter anderem Angaben zu Alter, Rasse und Gesundheitszustand des Tieres. Diese Angaben werden in der Regel von der Versicherungsgesellschaft überprüft.
Versicherer bieten im Allgemeinen zwei Versicherungsmodelle für Tiere in unterschiedlichen Tarifoptionen an:
- eine Tierkrankenvollversicherung mit oder ohne Selbstbeteiligung mit Operations-Kostenschutz, die sämtliche ambulanten und stationären Kosten, die Nachsorge sowie Medikamente abdeckt, oder
- eine Operationskosten-Versicherung, die nur Eingriffe in Folge von Unfällen oder Krankheiten übernimmt, aber günstigere Beiträge hat

Die Höhe der monatlichen Beiträge richtet sich nach der zu versichernden Tierart, der Rasse und dem Alter des Tieres bei Vertragsabschluss. Teilweise gibt es Altersgrenzen für die Aufnahme älterer Tiere. Bestimmte Krankheiten, zum Beispiel Erbkrankheiten bei Stammbaum-Tieren wie Rasse-Katzen oder Rasse-Hunden, sind von Versicherungsleistungen häufig ausgeschlossen. Tiere mit Vorerkrankungen werden teilweise gar nicht oder nur mit Einschränkungen oder mit Aufschlag versichert.

## Leistungen der Tierkrankenversicherung
Eine Tierkrankenversicherung übernimmt – abhängig vom gewählten Tarif – die ambulanten und stationären Tierarztkosten bei Unfällen und Verkehrsunfällen, Krankheiten und Operationen. Teilweise sind Routineuntersuchungen sowie Vorsorgemaßnahmen wie Schutzimpfungen, Entwurmungen oder die Zecken-Prophylaxe mit abgedeckt.
Tierärzte rechnen ihre Leistung nach der Tierärztlichen Gebührenordnung (GOT), die am 22. November 2022 aktualisiert wurde. ab. Dabei kann der einfache bis dreifache Satz für eine Behandlung anfallen. Die vom Tierarzt in Rechnung gestellte Höhe richtet sich nach Zeitaufwand und Komplexität der Behandlung, im Notdienst ist mindestens der zweifache Satz anzuwenden. Manche Versicherer tragen jedoch lediglich die Behandlungskosten in Höhe des einfachen Gebührensatzes. Rechnet der behandelnde Tierarzt höher ab, muss der Tierhalter den Differenzbetrag selbst zahlen.

### Tierkrankenversicherung für Hunde
Krankenvollversicherungen gibt es für Hunde, die als Haustiere gehalten werden, für Zuchttiere und Berufshunde wie Blindenführhunde, Jagdhunde, Rettungshunde und Therapiehunde. Der WDR geht bei einem mittelgroßen Hund und einer durchschnittlichen Lebenserwartung von 12 Jahren von fünf Operationen aus. Insgesamt werden Tierarztkosten mit durchschnittlich 6.600 Euro veranschlagt.
Tierhalter haben die Wahl, die Summe komplett selbst zu zahlen oder (teilweise) auf die Leistungen einer Tierversicherung zurückzugreifen.
In einer Hundevollversicherung sind in der Regel folgende Leistungen enthalten:
- Kastration
- Schutzimpfungen
- Operationen bei Krankheit und Unfall
- Ambulante und stationäre tierärztliche Behandlungen

Einfache Hundekrankenversicherungen sind günstiger, decken allerdings z. B. Operationen nicht mit ab. Hundehalter haben die Möglichkeit, statt einer Krankenvollversicherung eine reine Operationskosten-Versicherung (OP-Kostenversicherung) abzuschließen, die im Verhältnis günstiger ist.

### Tierkrankenversicherungen für Katzen
In deutschen Haushalten leben ca. 8,4 Millionen Hauskatzen. In über 700 Städten und Gemeinden bestehen Kastrations-, Kennzeichnungs- und Registrierungsverpflichtungen. Der deutsche Tierschutzbund strebt eine möglichst flächendeckende Kastrations-, Kennzeichnungs- und Registrierungspflicht für Katzen an.
Einige Katzenvollversicherungen übernehmen die anfallenden Kosten für Kastrationen, Kennzeichnungen (Chippen und/oder Tätowierungen) und Registrierungen. Auch Routine-Untersuchungen und Behandlungen im Krankheitsfall sind teilweise abgedeckt. Manche Tarife schließen auch die Geburtshilfe bei Zuchttieren ein.
Tierhalter, für die eine Vollversicherung für ihre Katzen wegen der monatlichen Versicherungsbeiträge nicht infrage kommt, können sich durch eine günstigere OP-Versicherung vor hohen Kosten schützen. Damit ist die tierärztliche Behandlung von Katzen im Krankheitsfall und bei Unfällen abgesichert.

### Tierkrankenversicherungen für Pferde
Für Pferdehalter gibt es die Möglichkeit, eine Pferdekrankenversicherung als Vollversicherung oder eine Operationskosten-Versicherung abzuschließen. Allerdings klammern bestimmte Tarife manche Operationen und Krankheiten aus, wie z. B. Hufabszesse, oder schränken die Kostenübernahme auf einen festen Betrag ein.
In einer Pferdevollversicherung sind in der Regel folgende Leistungen enthalten:
- Tierärztliche Behandlungen
- Operationsschutz bei Unfall und Krankheit
- Diagnostik
- Zahnbehandlungen
- Stationäre Aufnahme in der Tierklinik

## Tierkrankenversicherungen in Deutschland und Europa
Von den rund 20 Millionen in Deutschland lebenden Hunden und Katzen haben etwa 5 % eine Tierkrankenversicherung.
In anderen europäischen Ländern sind Tierkrankenversicherungen verbreiteter: In Schweden sind ungefähr 50 % der 800.000 Hunde sowie 16 % der 1,3 Millionen Katzen krankenversichert. In Großbritannien entscheidet sich jeder vierte Hundehalter für eine Hundekrankenversicherung. In den Niederlanden ist die gesundheitliche Versorgung von 10 % aller Hunde und Katzen über Tierversicherungen abgedeckt.

## Kritik an Tierkrankenversicherungen
Stiftung Warentest hat 2019 18 Tarife von fünf deutschen Versicherungsgesellschaften verglichen. Die Verbraucherschützer kritisieren die hohen Beiträge auf der einen Seite und eingeschränkte Leistungen bei günstigeren Optionen auf der anderen Seite. Außerdem seien die Verträge kompliziert und schwer zu durchschauen. Die Verbraucherorganisation rät dazu, bei Abschluss einer Tierkrankenversicherung auf eine ausreichend hohe Deckung zu achten und das Kleingedruckte sehr genau zu lesen. Gleichzeitig wird zur Diskussion gestellt, dass es möglicherweise für Tierhalter sinnvoller ist, monatlich Geld für eventuelle Tierarztkosten anzusparen und auf teure Versicherungspolicen zu verzichten. Die Verbraucherzentrale bezweifelte 2019 ebenfalls, dass sich eine Tierversicherung für Tierhalter lohnt; lediglich eine günstige Operationskostenversicherung könne sinnvoll sein. Inwieweit die zum Teil deutlich erhöhten Gebühren mit Inkrafttreten der neuen Gebührenordnung im November 2022 eine Tierkrankenversicherung vielleicht doch für den Patientenbesitzer sinnvoll machen, wird die künftige Tarifentwicklung zeigen.
Weitere Kritikpunkte sind, dass gerade ältere Hunde und Katzen, bei denen schwere Krankheiten zu erwarten sind, häufig vom Versicherungsschutz ausgenommen sind oder nur zu sehr hohen Beiträgen versichert werden könnten.